# Manuel Komnenos (Prinz)
Manuel Komnenos (* 1145; † nach 1185) war der älteste Sohn des byzantinischen Kaisers Andronikos I.

## Leben
Manuel Komnenos und sein jüngerer Bruder Johannes wurden am Hofe Kaiser Manuels I. erzogen. Um 1180 heiratete er die Prinzessin Rusudan, eine Tochter des georgischen Königs Giorgi III.
Als nach Manuels Tod 1180 die Kaiserwitwe Maria von Antiochia zusammen mit ihrem Günstling, dem Protosebastos Alexios Komnenos, die Regentschaft für ihren minderjährigen Sohn Alexios II. übernahm, meldete Andronikos Komnenos von Kleinasien aus erneut Ansprüche auf den Thron an. Manuel und Johannes wurden daraufhin in Ketten gelegt, kamen aber wieder frei, als ihr Vater im Mai 1182 in Konstantinopel einzog und die Macht übernahm. Andronikos gab sich zunächst offiziell mit dem Rang eines Mitregenten neben Alexios II. zufrieden. Dieses Arrangement wurde jedoch im darauffolgenden Jahr beendet, als Andronikos den jungen Kaiser wie auch dessen Mutter umbringen ließ.
Manuel Komnenos wurde von seinem Vater, der nunmehr ranghöchster Basileus war, zum Sebastokrator ernannt. Sein Bruder Johannes, obwohl der deutlich jüngere, wurde 1184 zum Mitkaiser erhoben, nachdem der präsumtive Thronfolger, sein Schwager Alexios Komnenos, wegen eines Umsturzversuchs in Ungnade gefallen und eingekerkert worden war.
Im Gegensatz zu seinem Bruder beteiligte sich Manuel offenbar nicht an der Schreckensherrschaft ihres Vaters, die letztlich im September 1185 zu dessen gewaltsamem Sturz durch den Usurpator Isaak Angelos führte: Andronikos I. wurde vom aufgebrachten Hauptstadtmob grausam gelyncht. Manuel, den Andronikos I. im letzten Augenblick noch als Thronerben hatte einsetzen wollen, wurde geblendet und erlag kurz darauf den dabei erlittenen Verletzungen; sein Bruder Johannes erlitt das gleiche Schicksal.
Manuels Witwe Rusudan gelang es aus Konstantinopel zu fliehen. Ihre Söhne Alexios (1182–1222) und David begründeten 1204 das Kaiserreich Trapezunt.